# Санта-Крус-де-Тенерифе
Санта-Крус-де-Тенерифе (ісп. Santa Cruz de Tenerife) — адміністративний центр острова Тенерифе, столиця (разом з містом Лас-Пальмас) іспанської автономної спільноти Канарські острови (місце роботи автономного парламенту) та друге за населенням місто архіпелагу. Від 1833 до 1927 років Санта-Крус був єдиною столицею Канарських островів, але в 1927 році була впроваджена нинішня форма управління.

## Географія
Лежить на північно-східному узбережжі острова Тенерифе.

### Клімат
Місто знаходиться у зоні середземноморського клімату. Найтепліший місяць — серпень із середньою температурою 25 °C (77 °F). Найхолодніший місяць — січень, із середньою температурою 17.2 °С (63 °F).
| Клімат Тенерифе         | Клімат Тенерифе | Клімат Тенерифе | Клімат Тенерифе | Клімат Тенерифе | Клімат Тенерифе | Клімат Тенерифе | Клімат Тенерифе | Клімат Тенерифе | Клімат Тенерифе | Клімат Тенерифе | Клімат Тенерифе | Клімат Тенерифе | Клімат Тенерифе |
| Показник                | Січ.            | Лют.            | Бер.            | Квіт.           | Трав.           | Черв.           | Лип.            | Серп.           | Вер.            | Жовт.           | Лист.           | Груд.           | Рік             |
| Абсолютний максимум, °C | 27              | 28              | 35              | 34              | 39              | 36              | 42              | 40              | 37              | 38              | 30              | 27              | 42              |
| Середній максимум, °C   | 20              | 20              | 21              | 22              | 23              | 26              | 28              | 29              | 27              | 26              | 23              | 21              | 24              |
| Середня температура, °C | 17              | 17              | 18              | 18              | 19              | 22              | 24              | 25              | 24              | 22              | 20              | 18              | 20              |
| Середній мінімум, °C    | 14              | 14              | 15              | 15              | 16              | 18              | 20              | 21              | 21              | 19              | 17              | 15              | 17              |
| Абсолютний мінімум, °C  | 8               | 8               | 9               | 9               | 12              | 13              | 16              | 17              | 17              | 14              | 10              | 9               | 8               |
| Норма опадів, мм        | 30              | 30              | 20              | 10              | 0               | 0               | 0               | 0               | 0               | 30              | 40              | 50              | 250             |
| Днів з опадами          | 5               | 4               | 4               | 3               | 1               | 0               | 0               | 0               | 1               | 3               | 4               | 6               | 31              |
| Днів з дощем            | 3               | 3               | 2               | 1               | 0               | 0               | 0               | 0               | 0               | 2               | 3               | 4               | 22              |
| Вологість повітря, %    | 64              | 63              | 62              | 59              | 60              | 58              | 55              | 57              | 62              | 64              | 66              | 65              | 61              |
| ----------------------- | --------------- | --------------- | --------------- | --------------- | --------------- | --------------- | --------------- | --------------- | --------------- | --------------- | --------------- | --------------- | --------------- |
| Джерело: Weatherbase    |                 |                 |                 |                 |                 |                 |                 |                 |                 |                 |                 |                 |                 |

## Історія

### Заснування

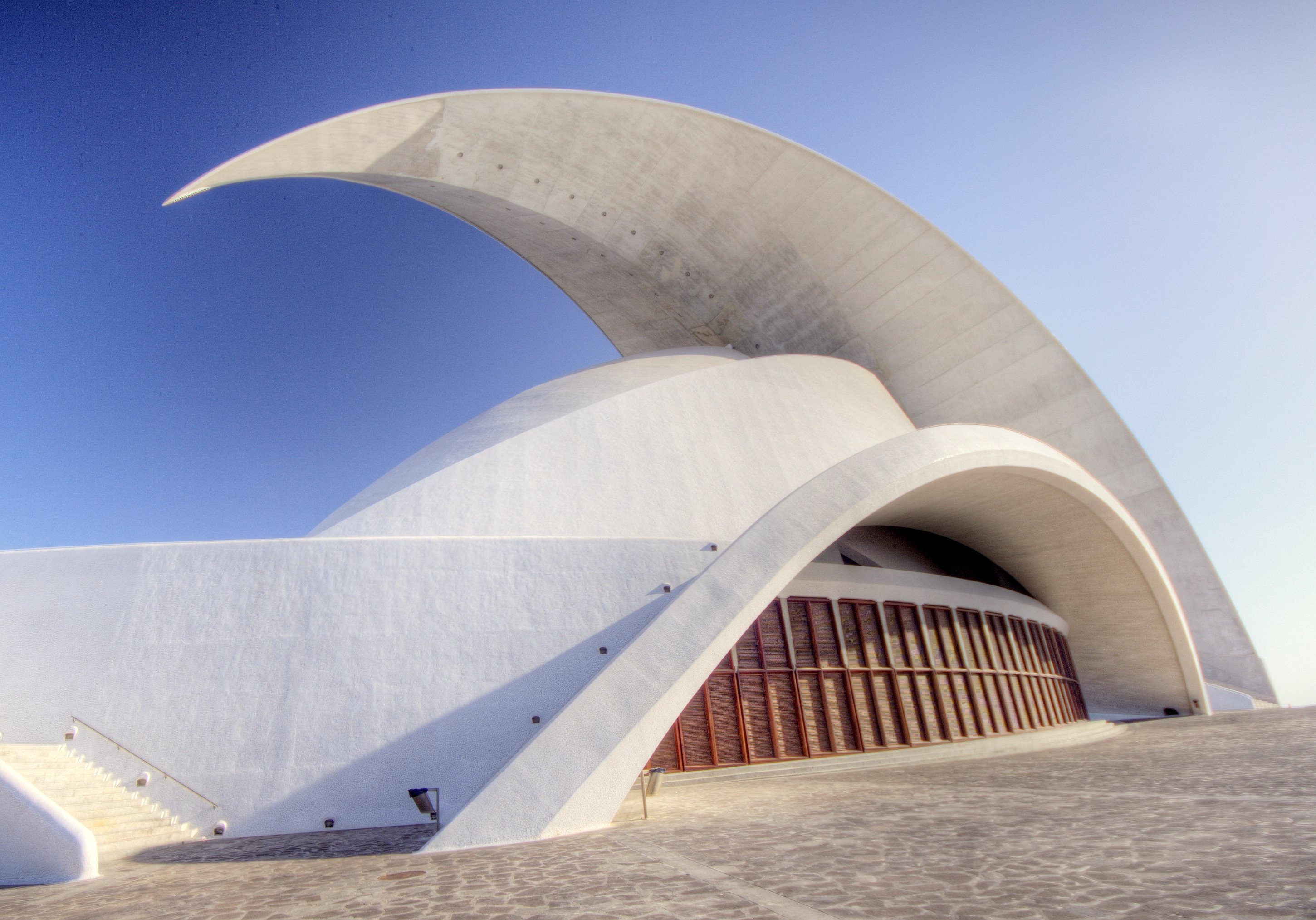
Аудиторіо-де-Тенерифе

Свою назву провінція отримала від срібного Святого Хреста конкістадорів, який Алонсо Фернандес де Луго поставив після висадки на узбережжі Аньясо в 1494 році (зараз цей хрест зберігається в національному музеї Тенерифе — Іглесія де Нуестра Сеньйора де ла Консепсьйон). Протягом XVI століття це колишнє рибальське село стало важливим портом в закритій гавані Ла Лагуна.
З 1723 року місто стає адміністративним центром Тенерифе, і в 1833—1927 рр. — столицею всього архіпелагу. На Тенерифе неодноразово нападали англійці, але безуспішно. У 1797 році захопити порт спробував сам адмірал Нельсон, але зазнав поразки. До Санта-Круса столицею острова була Ла-Лагуна.
Після приходу на острів іспанців розвиток міста (як і всього архіпелагу) пішов по новому руслу. Багато країн були б не проти тримати під своїм контролем торговельні шляхи, що проходять через острови. Тому вони (особливо в цій справі досягла успіху Англія) робили немало спроб заволодіти Тенерифе. Іспанцям довелося побудувати на узбережжі численні фортеці для захисту своїх володінь; але ніщо не зупиняло піратів (корсарів), заохочуваних англійською і французькою владою, і вони часто нападали на Тенерифе.
Так, в 1657 році англійському адміралові Роберту Блейку вдалося навіть захопити місто, щоправда, зовсім ненадовго, незабаром він був відкинутий артилерією. Ця і ще дві серйозні перемоги над англійцями, — у 1706 році над Дженнінгсом (6 листопада адмірал Дженнінгс (англ. John Gennings) атакував порт, але був відкинутий), і в 1797 році над Нельсоном, — отримали віддзеркалення в гербі Тенерифе, — на ньому, окрім Хреста Підкорення, зображені три леопарди, що втілюють ці три перемоги.
Поступово розростаючись від порту і підіймаючись на схили гори, Санта Крус до 1723 року стає адміністративним центром не лише Тенерифе, але і до 1927 року всього архіпелагу.

### Теперішній час
Санта Крус сьогодні — найбільше місто на Тенерифе з населенням понад 200 тис. жителів. Він не дуже приваблює туристів, які приїжджають сюди в основному заради покупок. Виняток — лютий, місяць проведення знаменитих пишних карнавалів.
Як і в будь-якому іспанському місті, в Санта-Крус є площа Іспанії (Pl. de España). Звідси зазвичай починаються екскурсії по місту. Велика будівля-палац на площі — Cabildo Insular — займає уряд Тенерифе.

## Населення
| Рік  | Кількість жителів | Густота населення |
| ---- | ----------------- | ----------------- |
| 1991 | 200 172           | -                 |
| 1996 | 203 787           | -                 |
| 2001 | 188 477           | 1453,28/км²       |
| 2002 | 217 414           | -                 |
| 2003 | 220 022           | 1461,36/км²       |
| 2004 | 219 466           | 1457,33/км²       |
| 2005 | 221 567           | -                 |

## Економіка
Розвинений в першу чергу сектор послуг. Санта-Крус пропагується як «торговельний рай», в центральній частині міста багато популярних серед відвідувачів острова магазинів. Також існує хімічна промисловість (перший в Іспанії нафтопереробний завод, працює з 1930 р.).

## Транспорт
Мережа автобусних маршрутів, пущена в експлуатацію трамвайна лінія до Ла-Лагуні. Аеропорт Лос-Родеос (Тенерифе-північній).

## Пам'ятки, традиції

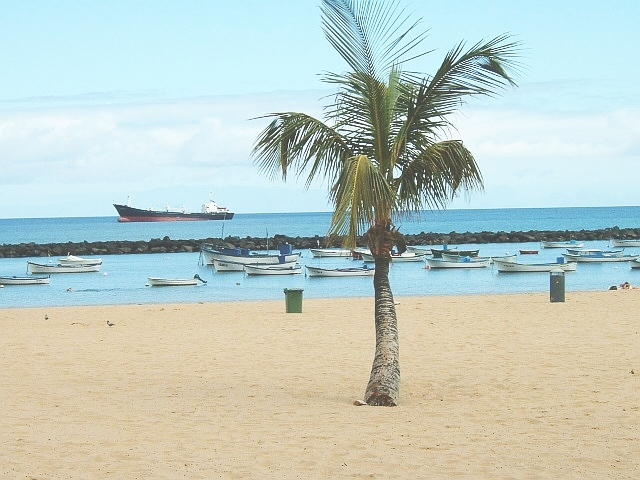
Пляж Терісітас

На відміну від Ла-Лагуні, в Санта-Крусі немає великої кількості історичних пам'яток.
Найвідомішими пам'ятками міста є Аудиторіо-де-Тенерифе, Торрес-де-Санта-Крус та площа Іспанії.
Пляж Терісітас — єдиний на всьому Тенерифе пляж з жовтим піском (пісок 1973 року був спеціально привезений з пустелі Сахара, Африка).
Лютий на Тенерифе — час для головного свята на острові — карнавалу, другого за масштабом і барвистостю після знаменитого карнавалу в Ріо. Карнавальні процесії розтягуються по всьому острові, але найяскравіше і захоплююче дійство завжди проходить на вулицях Санта-Круса — столиці карнавалу.